# Oliveo Gymnastiek
Oliveo Gymnastiek is een Nederlandse gymnastiekvereniging uit Pijnacker, in Zuid-Holland, opgericht op 29 september 1949. Oliveo staat voor: Onze Leus Is Vooruit En Overwinnen.

## Geschiedenis
Oorspronkelijk was Oliveo een sportvereniging bestaande uit een handbal-, voetbal- en een gymnastiekafdeling. Als eerste was op 2 juli 1930 al de voetbalclub RKSV Oliveo opgericht. Op 13 december 1995 zijn de drie afdelingen van elkaar losgekoppeld en zijn ze zelfstandig verdergegaan.